# Виналон
Виналон — синтетическое волокно на основе поливинилового спирта [-CH2CH(OH)-]n.
В своё время поливинилацетатные волокна широко производились в КНДР, Японии, Китае и СССР/России, однако массовое распространение нейлона и других синтетических материалов привело к существенному сокращению доли их производства.

## Изобретение
В 1939 году, работая в группе под руководством профессора Итиро Сакурады, корейский учёный Ли Сын Ги и его японские коллеги Хироси Каваками и Ядзава Масахидэ получили растворимое в воде волокно виналон на основе поливинилового спирта. В 1941 году Ли Сын Ги и его соавторам был выдан патент на изобретение..

## Свойства
Виналоновые волокна прочны, износо- и светостойки, гигроскопичны, устойчивы к действию кислот, растворов щелочей средних концентраций. Применяются для изготовления различных тканей (в том числе ажурных), трикотажа, армирующих вставок для резины, фильтровальных материалов, брезента, рыболовных сетей (в основном благодаря водонепроницаемости и другим физическим свойствам виналона), синтетической бумаги, швейных нитей, фотоплёнки и синтетических смол.

## Производство
Виналон производится на основе синтеза ацетилена, получаемого из антрацита и известняка.
В первые годы после образования КНДР (1946—1950) Ли Сын Ги много занимался технологией получения ацетилена из карбида. Ацетилен может быть преобразован в винилацетат, а затем в поливинилацетат (ПВА), из которого формируются волокна виналона.
В КНДР осуществляется массовый выпуск виналона на таких предприятиях как «Виналоновый комплекс им. 25 апреля», «Виналоновый комплекс им. 8 февраля» и «Виналоновый комплекс Сынчон».
В КНДР существует Институт виналона Хамхынского отделения Государственной академии наук КНДР (директор — Юн Ге Сын).

## Аналоги
Торговые названия: винол (Россия), кремона, мьюлон, куралон (Япония) и др.
К 1940-м годам в Японии уже имелась мощная текстильная отрасль, производящая из волокна на основе ПВА так называемый «винилон». Американский аналог винилона назывался «винал», однако он никогда не производился американскими компаниями в больших количествах.